# Георадар
Георадар — радиолокатор, для которого исследуемой средой может быть земля, грунт (отсюда наиболее распространённое название), пресная вода, горы. Георадар, представляет собой высокочастотный (от 10 МГц до 1000 МГц) метод электромагнитных волн высокого разрешения для получения изображений грунтов и наземных структур. Антенна используется для передачи и восстановления радиолокационных импульсов, генерируемых генератором импульсов. Затем возвращенный импульс обрабатывается для получения изображений профиля почвы. Основные геотехнические применения - это получение изображений профиля почвы и определение местоположения захороненных объектов. Георадар обеспечивает непрерывное разрешение
изображения почвенного профиля с очень небольшим нарушением почвы. GPR не подходит для влажных глин и илов с высокой проводимостью (0,15 миллиом/м). Разрешение георадара уменьшается с глубиной.

## Конструкция георадара
Современный георадар представляет собой сложный электронный прибор, компоненты которого выполняют следующие функции:
- формирование импульсов, излучаемых передающей антенной;
- обработка сигналов, поступающих с приёмной антенны;
- синхронизация работы всей системы.

Таким образом, георадар состоит из трёх основных частей: антенной части, блока регистрации и блока управления.
Антенная часть включает передающую и приемную антенны. Под блоком регистрации понимается ноутбук или другое записывающее устройство, а роль блока управления выполняет система кабелей и оптико-электрических преобразователей.

## История развития георадара
Разработка георадаров велась в разных странах Европы, Америки, России, СССР. На основе экспериментов в натуральных условиях исследовались методы построения специализированных радиолокаторов для зондирования сравнительно тонких высокопоглощающих сред. Использование ударного возбуждения антенны позволило оценить электрические характеристики морского льда на разных частотах. Впервые радиолокационное измерение толщины морского льда проведено в 1971 году с помощью предложенного М. И. Финкельштейном в 1969 году метода синтезируемого видеоимпульсного сигнала. Этот метод применён в первом промышленном радиолокационном измерителе толщины морского льда «Аквамарин».
В 1973 году с борта самолета была доказана возможность обнаружения и измерения глубины водоносных слоев в пустынных районах Средней Азии. Использовался разработанный в РИИГА радиолокатор с ударным возбуждением антенны импульсами длительностью 50 нс с центральной частотой спектра около 65 МГц. Глубина зондирования оказалась выше 20 м при высоте полета самолета 200…400 м. Аналогичные работы были проведены для известняков в 1974 году, для мёрзлых пород — в 1975 году.
Следует указать на использование метода синтезирования апертуры в радиолокационной системе, установленной на борту космического корабля «Аполлон-17», для исследования поверхности Луны. Система была испытана в 1972 году с борта самолета над ледниками Гренландии на частоте 50 МГц при длительности импульса с линейной частотой модуляции 80 мкс (коэффициент сжатия 128).
Серийные образцы георадаров начали появляться в начале 70-х годов. В середине 80-х интерес к георадиолокации возрос в связи с очередным скачком в развитии электроники и вычислительной техники. Но, как показал опыт, это развитие оказалось недостаточным. Трудозатраты на обработку материалов не смогли окупиться в полной мере, и интерес к георадиолокации снова упал.
В 90-е годы, когда произошла очередная научно-техническая революция, и персональные компьютеры стали более доступны, интерес к георадиолокации вновь возрос и не ослабел до сих пор.
С конца 90-х годов регулярно проводятся научно-исследовательские конференции, посвященные этому методу. Издаются специальные выпуски журналов.

## Принцип действия
Радары подповерхностного зондирования предназначены для изучения сред-диэлектриков по изменению диэлектрической проницаемости и/или электропроводности. Чаще всего георадары применяются для инженерно-геотехнического обследования грунтов и неразрушающего контроля (неметаллических) строительных конструкций.
Принцип действия большинства современных георадаров тот же, что и у обычных импульсных радаров. В изучаемую среду излучается электромагнитная волна, которая отражается от разделов сред и различных включений. Отраженный сигнал принимается и записывается георадаром.
В настоящее время большинство серийно производимых радаров можно сгруппировать в несколько подтипов, которые отличаются основными принципами функционирования:
- стробоскопические георадары: такие радары испускают преимущественно импульсы с небольшой энергией, около 0.1-1 мкДж, но таких импульсов испускается довольно много 40-200 тысяч импульсов в секунду. Используя стробоскопический эффект можно получить очень точную развертку — радарограмму во времени. Фактически усреднение данных с огромного числа импульсов позволяет существенно улучшить отношение сигнал/шум. В то же время, мощность в 0.1-1 мкДж накладывает серьёзные ограничения на глубину проникновения таких импульсов. Обычно такие радары используют для глубин зондирования до 10 метров. Однако, в отдельных случаях «пробивная» способность достигает более 20 метров.

- слабоимпульсные радары: такие радары испускают существенно меньше 500—1000 импульсов в секунду, мощность каждого такого импульса уже существенно выше и достигает 100мкДж. Оцифровывая в каждом таком импульсе одну точку с разным сдвигом от начала, можно получить радарограмму во временной области без стробирования. В то же время такой аппарат позволяет снимать около одной радарограммы в секунду и практически не позволяет использовать усреднение для улучшения отношения сигнал/шум. Это позволяет получать радарограммы с глубин в десятки метров, но трактовать такие радарограммы может только специально обученный специалист.

- сверхмощные радары с разнесенными антеннами: такие радары испускают только несколько импульсов в секунду, но энергия импульса достигает 1-12 Дж. Это позволяет значительно улучшить отношение сигнал/шум и динамический диапазон георадара и получать отражения от многих глубинных слоев или работать на тяжелых и влажных грунтах. Для обработки радарограмм требуется специальное программное обеспечение, которое производители таких георадаров поставляют в комплекте с георадаром. К недостаткам мощных радаров можно отнести опасность радиооблучения биологических объектов и значительную (до 2-3 метров от поверхности) «мертвую» зону. Существует альтернативное мнение по вопросу радиооблучения биообъектов сверхмощными георадарами. Обычный георадар снимает одну запись за множество запусков (это связано с проблемами оцифровки сигналов). Сверхмощный — делает всего несколько запусков в секунду, (это привело к тому, что для этих георадаров пришлось разрабатывать систему оцифровки сигналов не связанную со стробоскопическим преобразованием). Если подсчитать излучённую георадаром энергию за секунду, получится что обычный георадар стреляет очень часто, но небольшими импульсами. А сверхмощный выдаёт большой по амплитуде импульс, но делает это редко. Разница параметров такова, что во втором случае на биообъект падает меньше излучённой энергии.

Для всех вышеперечисленных типов радаров имеется возможность использования одного или нескольких каналов. В этом случае условно можно разделить все эти георадары на ещё несколько классов:
- одноканальные георадары: в таких георадарах имеется один передатчик и один приемник, большинство компаний производителей георадаров имеют одноканальные георадары.

- многоканальные парные георадары: в таких георадарах имеется несколько пар приемник-передатчик, так что съёмка геопрофиля с каждого канала происходит одновременно. Такие системы распространены у многих зарубежных производителей, которые специализируются на геопрофилировании дорожных покрытий. Такая система фактически содержит несколько одноканальных георадаров и позволяет значительно уменьшить время профилирования. Недостатком таких систем является громоздскость (они значительно больше одноканальных) и высокая стоимость.

- многоканальные георадары с синтезированной приемной апертурой: это наиболее сложный тип георадаров, в котором на одну передающую антенну приходится несколько приемных, которые синхронизированы между собой. Фактически такие георадары представляют собой аналог фазированной антенной решетки. Основным преимуществом таких систем является гораздо более четкое позиционирование объектов под землей — фактически они работают по принципу стерео зрения, как если бы у радара было бы несколько глаз-антенн. Основным недостатком таких систем является очень сложные вычислительные алгоритмы, которые необходимо решать в реальном времени, что приводит к использованию дорогих электронных компонент, обычно на основе FPGA и  GPGPU. Обычно такие системы применяются только в сверхмощных георадарах с разнесенными антеннами. В то же время, такие системы более помехоустойчивы и позволяют получать наиболее точную картину распределения диэлектрической проницаемости под землей.